# Peter Stachl

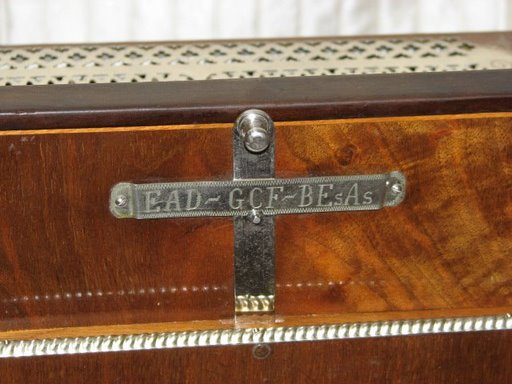
Hebel an der Rückseite

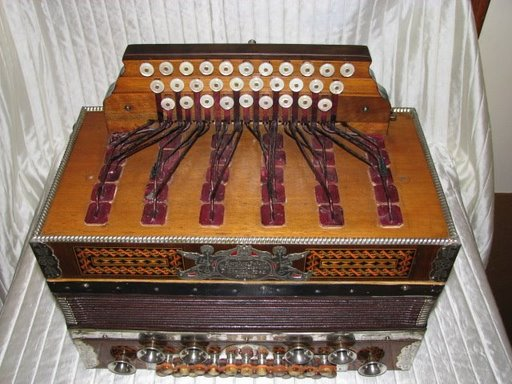
Stachl umschaltbare Steirische, offen

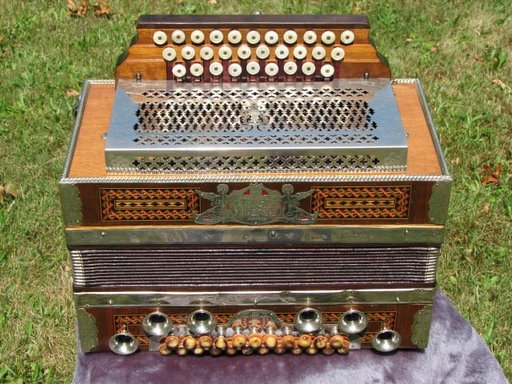
Stachl umschaltbare Steirische

Peter Stachl war ein österreichischer Musikinstrumentenbauer und Musiker.

## Harmonikabau
Peter Stachl gründete im Jahr 1890 in der Untersteiermark einen Betrieb für Harmonikaerzeugung, 1906 übersiedelte er nach Graz dieser bestand bis in das Jahr 1984. Peter Stachl zählt zu den ersten Erzeugern von Steirischen Harmonikas. Sein Betrieb bestand fast ein Jahrhundert, in dieser Zeit gehörte er zu den größten Harmonikaerzeugern weltweit, bildete etliche Lehrlinge aus, er verbesserte seine Erzeugnisse immer wieder, bis der Harmonikabau seinen heutigen hohen Stand erreichte. Aus allen diesen Gründen leistete die Firma Stachl einen wesentlichen Beitrag zur Verbreitung der Steirischen Harmonika. Seine Instrumente sind heute begehrte Sammlerstücke.

## Patent
Die bekannteste Leistung Stachls war wohl: er meldete 1914 ein Patent für umschaltbare dreireihige Harmonikas an, bspw. umschaltbar von Kreuz-Stimmung auf Be-Stimmung. Zwischen 1914 und 1926 wurde dieses Modell dann produziert. Die Instrumente verkauften sich sehr gut und die Firma kam mit der Erzeugung kaum nach, da nur ein einziger Mitarbeiter die Endmontage dieser komplizierten Bauweise beherrschte. Dieser Mitarbeiter starb jedoch 1926 bei einem Unfall und das Wissen um die Fertigung ging mit ihm beinahe verloren.

## Dreireihige Harmonika mit 2 umschaltbaren Diskant-Stimmungen
Die Diskant-Stimmung ist bei diesen Modellen mit einem Hebel auf der Griffbrettrückseite umschaltbar von bspw. G-C-F, auf B-Es-As, und zwar durch verschieben der Stimmstöcke. Die Bassknöpfe sind in drei Reihen angeordnet: äußere Reihe G-C-F, mittlere Reihe B-Es-As, innere Reihe Mollbässe. Die Instrumente sind nur unwesentlich schwerer als gleichwertige nicht umschaltbare Harmonikas.
Eine weitere 3-Reiher umschaltbar ist in Privatbesitz im Nachbarort Trofaiach.
Walter Grübel aus Eben im Pongau hat in seiner Sammlung an Harmonikas 2 Stück dreireihige umschaltbare Stachl Harmonikas, eine ist in einem funktionsfähigen Zustand.
In Rappoltschlag existiert eine dreireihige Harmonika mit dem augenscheinlich originalen Herstellungsstempel 30. Dezember 1930.
Ein von As-Des-Ges, auf H-E-A umschaltbares Instrument ist nun im Besitz von Jürgen Karl, Musikant aus Schliersee. Die Harmonika ist voll funktionsfähig, aber in restaurierungsbedürftigem Zustand. Zuvor war das Instrument in der Steiermark, ebenfalls in Privatbesitz. Herstellungsstempel der Firma Peter Stachl vom 16. August 1940.
Wegen dieser beiden Stempel aus 1930 und 1940 ist die Annahme, diese Bauart wurde nur bis 1926 gebaut, wohl nicht zu halten.

## Vierreihige Harmonika mit 2 umschaltbaren Diskant-Stimmungen
Im Jahr 1926 fertige Stachl auch insgesamt 3 Stück vierreihige Harmonikas nach diesem System, umschaltbar von D-G-C-F auf B-Es-As-Des. Erhalten davon sind 2 Stück, eines in Vordernberg (Besitzer Gustav Wagner, (* 1930)), gefertigt am 4. Juni 1926, eines in Salzburg.

## Dreireihige Harmonika mit 3 umschaltbaren Diskant-Stimmungen
Eine solche dreireihige umschaltbare Stachl ist im Besitz eines US-Amerikaners, dessen Vorfahren aus den österreichischen Bergen stammen. Die Bilder sind von dieser Harmonika.
Aus den Detailaufnahmen, die der Besitzer der in Amerika befindlichen Harmonika zur Verfügung gestellt hat, geht hervor, dass Diskantmechanik und Bassmechanik auch heute so gefertigt werden könnten. Die Diskantstimmstöcke im Innenraum der Harmonika werden mit einem von außen zugänglichen Hebel in drei Positionen, je nach gewünschter Stimmung, verschoben. Der Bassteil ist mit elf doppelten Helikonstimmplatten bestückt, davon sind zehn stehend eingebaut ähnlich wie dies die Fa. Öllerer bei den 350/20 Modellen auch heute der Fall ist. Elf Begleitakkorden, mit je vier Stimmplatten, damit übertrifft diese Harmonika die heute am Markt befindlichen Harmonikas.
Ein Begleitstimmstock ist parallel über die ganze Länge an der Rückseite im Bassteil eingebaut, ein weiterer kürzerer an der Frontseite und der elfte doppelte Helikonbass ist ebenfalls liegend vorne eingebaut. Zwei Luftklappen befinden sich zwischen dem liegenden Helikonbass und dem kurzen Begleitstimmstock. Somit ist der verfügbare Platz vollständig ausgenützt. Die gesamte Mechanik ist trotzdem verblüffend einfach, leicht zugänglich und wartungsfreundlich.
Es wäre somit ohne weiteres möglich, ein derartiges Instrument mit dem heutigen technischen Niveau nachzubauen. Die Dicke der Klappenfilze ist heute deutlich höher, deshalb sind die Klappen bei den alten Instrumenten etwas geräuschvoller.

## Mitarbeiter
Ehemalige Mitarbeiter in Stachls Betrieb, darunter Franz Schmidt und Franz Parz gründeten eigene heute noch bestehende Betriebe zur Harmonikaerzeugung.